# Casinos
Casinos è un comune spagnolo di 3 100 abitanti situato nella comunità autonoma Valenciana.

## Gastronomia
Questo paese è conosciuto per la sua produzione a mano di Confetti (Peladillas), torroni (Turrón de Casinos) e dolci vari (roñosas, piñones, almendras garrapiñadas...).